# Sint-Antonius van Paduakerk (Nieuw-Dijk)
De Sint-Antonius van Paduakerk is de voormalige parochiekerk van de Rooms-Katholieke Kerk in het dorp Nieuw-Dijk bij Didam (Nederlandse provincie Gelderland). De kerk is gewijd aan de Heilige Antonius van Padua.

## Geschiedenis

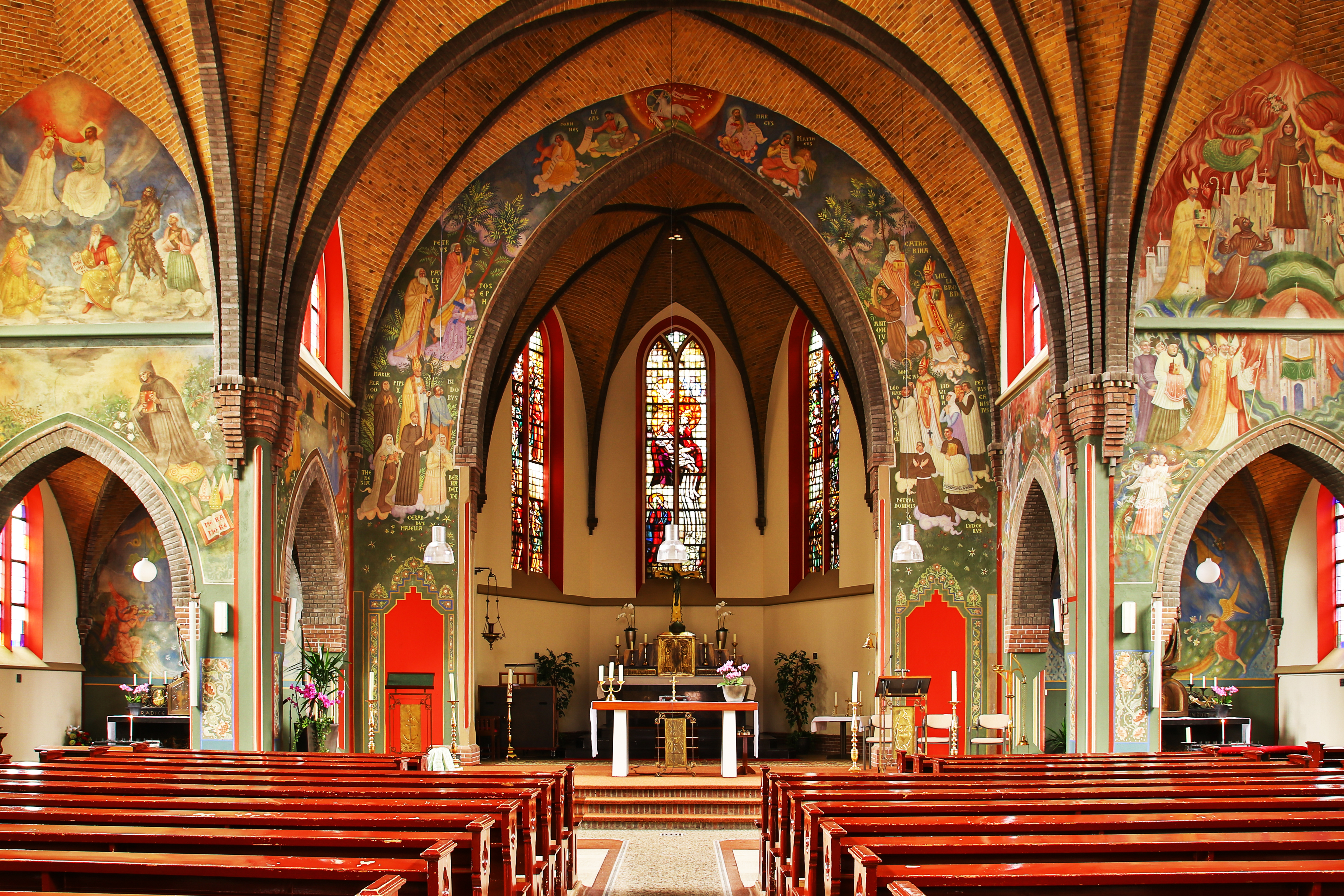
Interieur met muurschilderingen van Jacob Ydema (1949-1951)

Tot 1910 moesten de katholieke inwoners van het huidige Nieuw-Dijk naar het nabijgelegen dorp Didam om in de Sint-Martinuskerk naar de kerk te gaan. Omdat de Didamse kerk te klein werd, schonk de moederkerk Sint Martinus onder meer 30.000 gulden voor de bouw van een kerk in Nieuw-Dijk, waardoor er een nieuwe parochie ontstond. Nadat de noodzakelijke aanvullende financiële bronnen waren veilig gesteld, het ontwerp van architect M. J. Rietbergen klaar was, grond beschikbaar was gesteld en het bisdom in 1910 toestemming had gegeven, kon met de bouw worden gestart. Omdat het een laag en drassig terrein was, moest eerst 4000 m³ zand verplaatst worden naar het bouwterrein. Veel boeren hielpen met de zware klus om de grond over de toen nog drassige zandweg te transporteren. Op 27 september 1910 werd de eerste steen gelegd door bouwpastoor Bonenkamp en pastoor Reuvekamp (de pastoor van de Martinusparochie in Didam). De bouw verliep voorspoedig zodat de kerk al op 28 mei 1911 kon worden ingezegend door de inmiddels tot deken benoemde pastoor Reuvekamp. De officiële consecratie van de kerk was op 5 oktober 1911 en werd verricht door de aartsbisschop van Utrecht, Henricus van de Wetering. Kennelijk was de nieuwe parochie een succes, want in 1936 werd de kerk uitgebreid met twee traveeën, naar het ontwerp van de Oldenzaalse architect Clemens Hardeman.

## Muurschilderingen

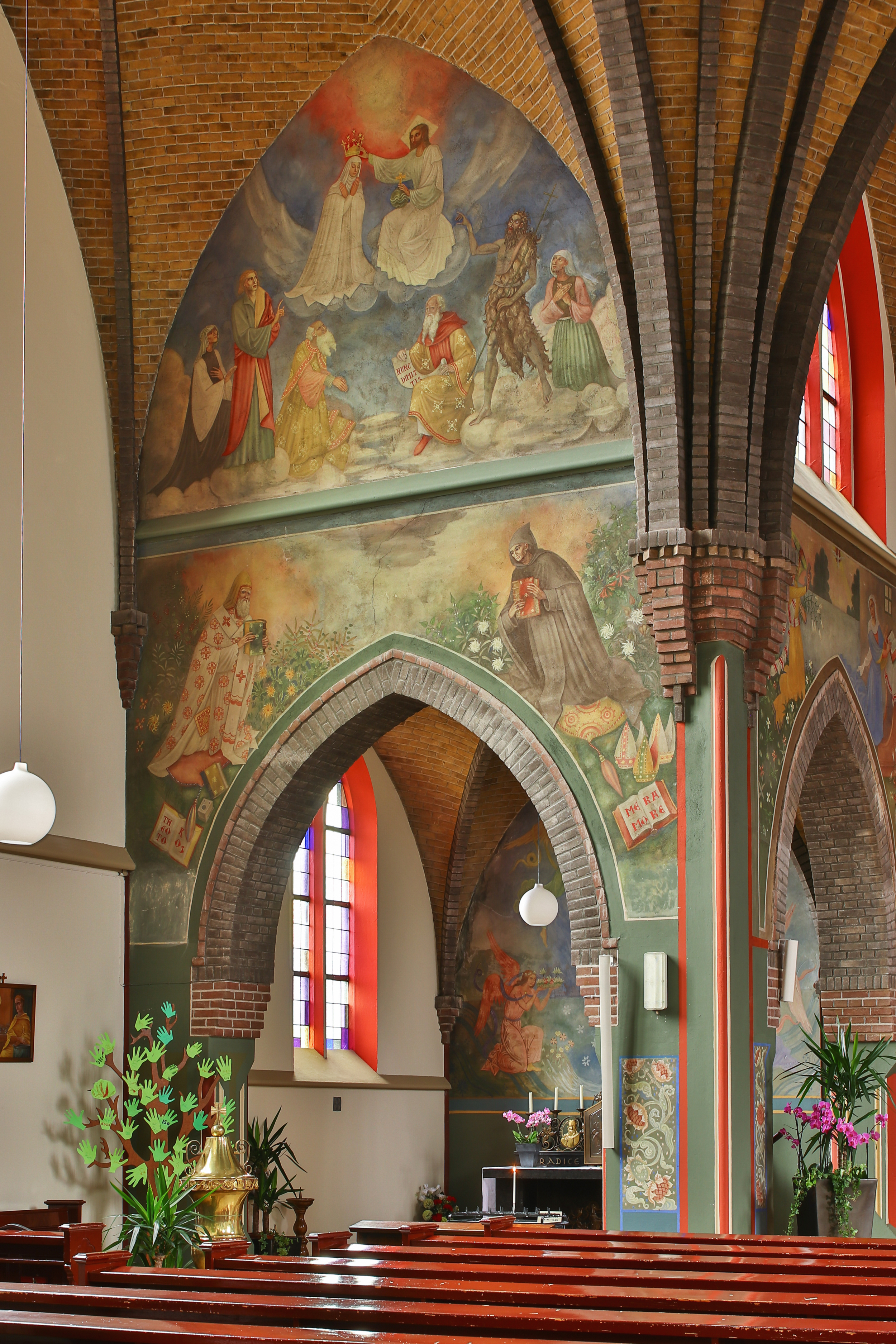
Transept met kroning van Maria in de hemel
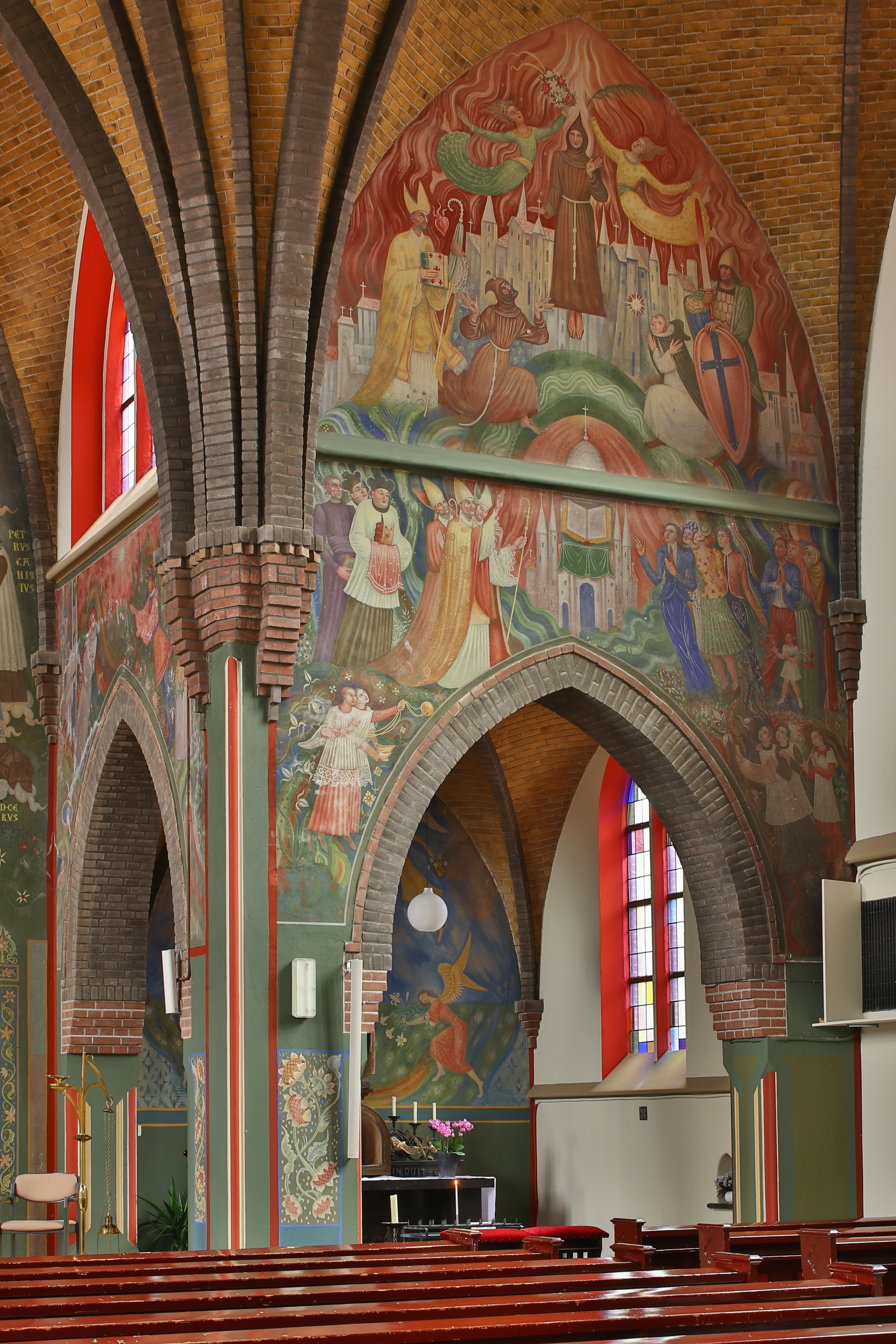
Transept met verheerlijking St. Antonius
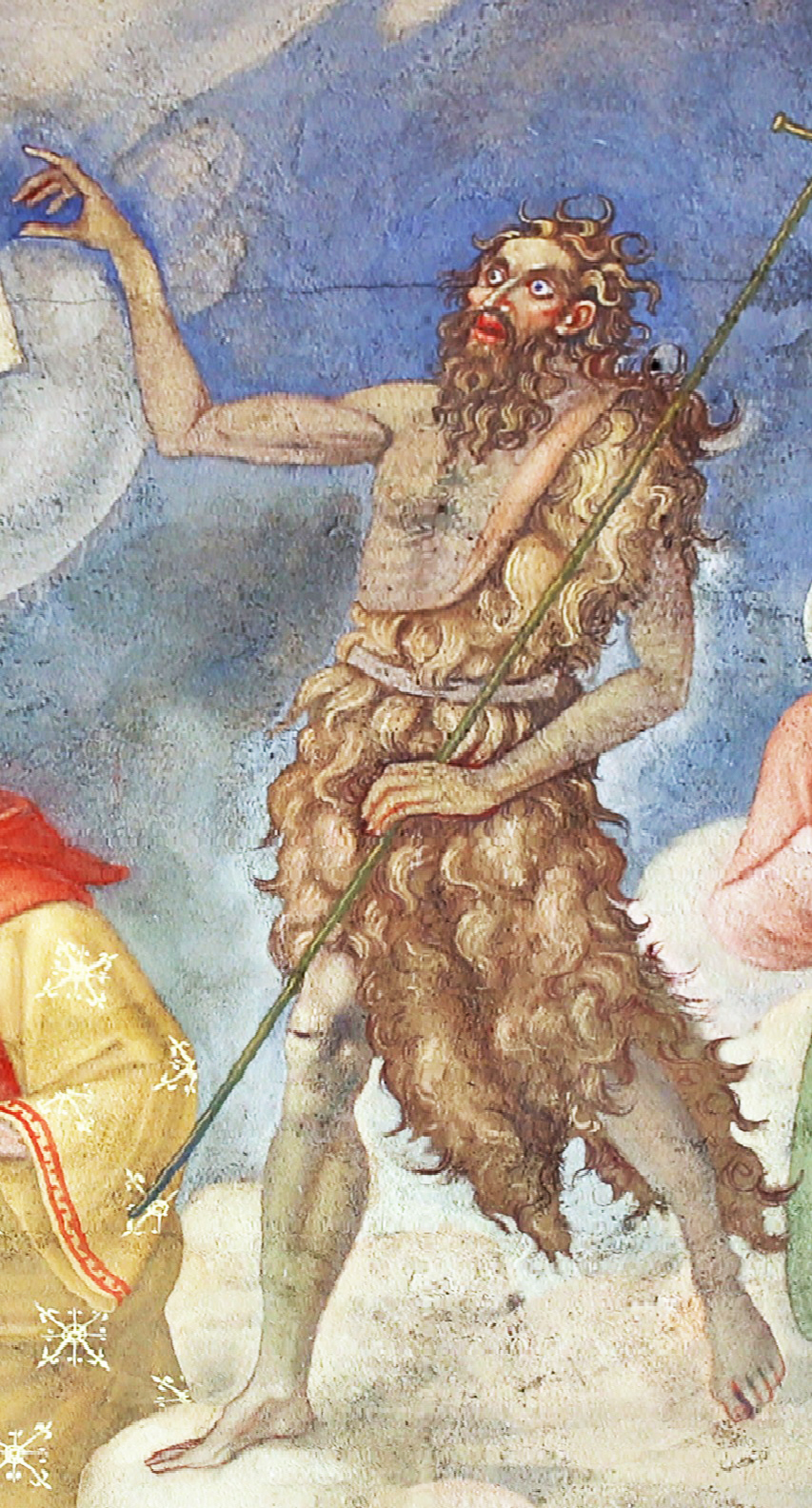
Detail transept met Johannes de Doper
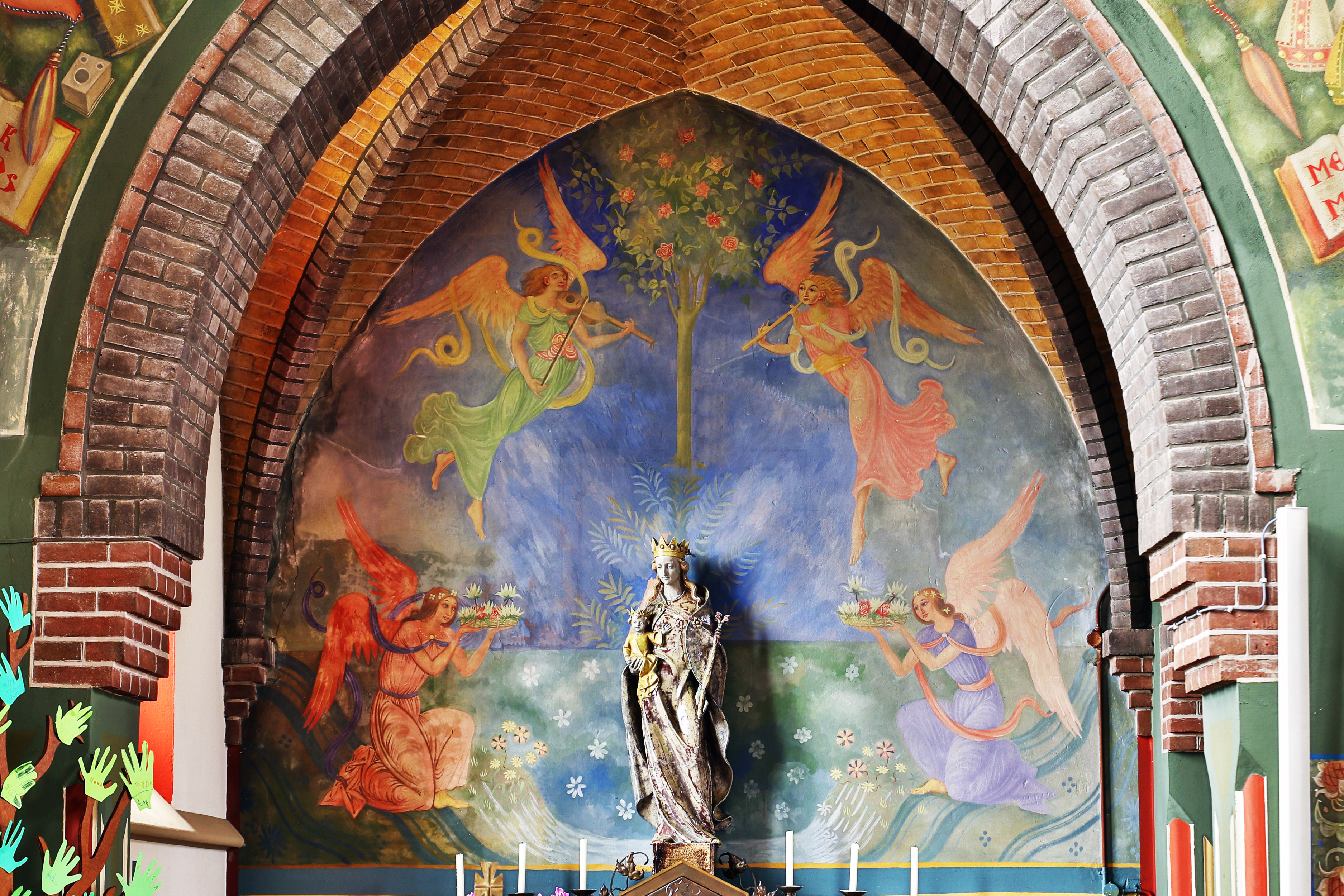
Schildering in Mariakapel
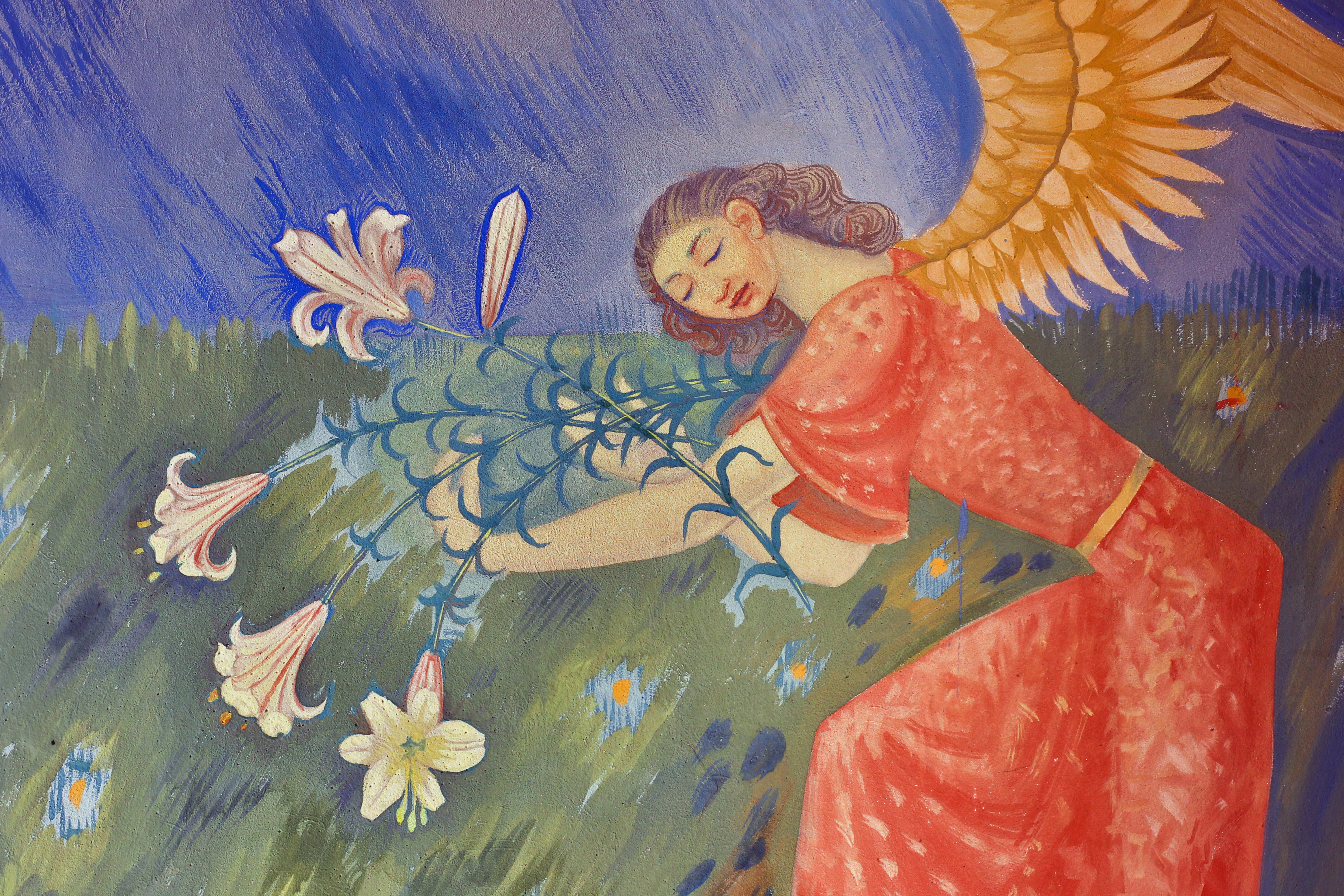
Antoniuskapel, engel met lelies

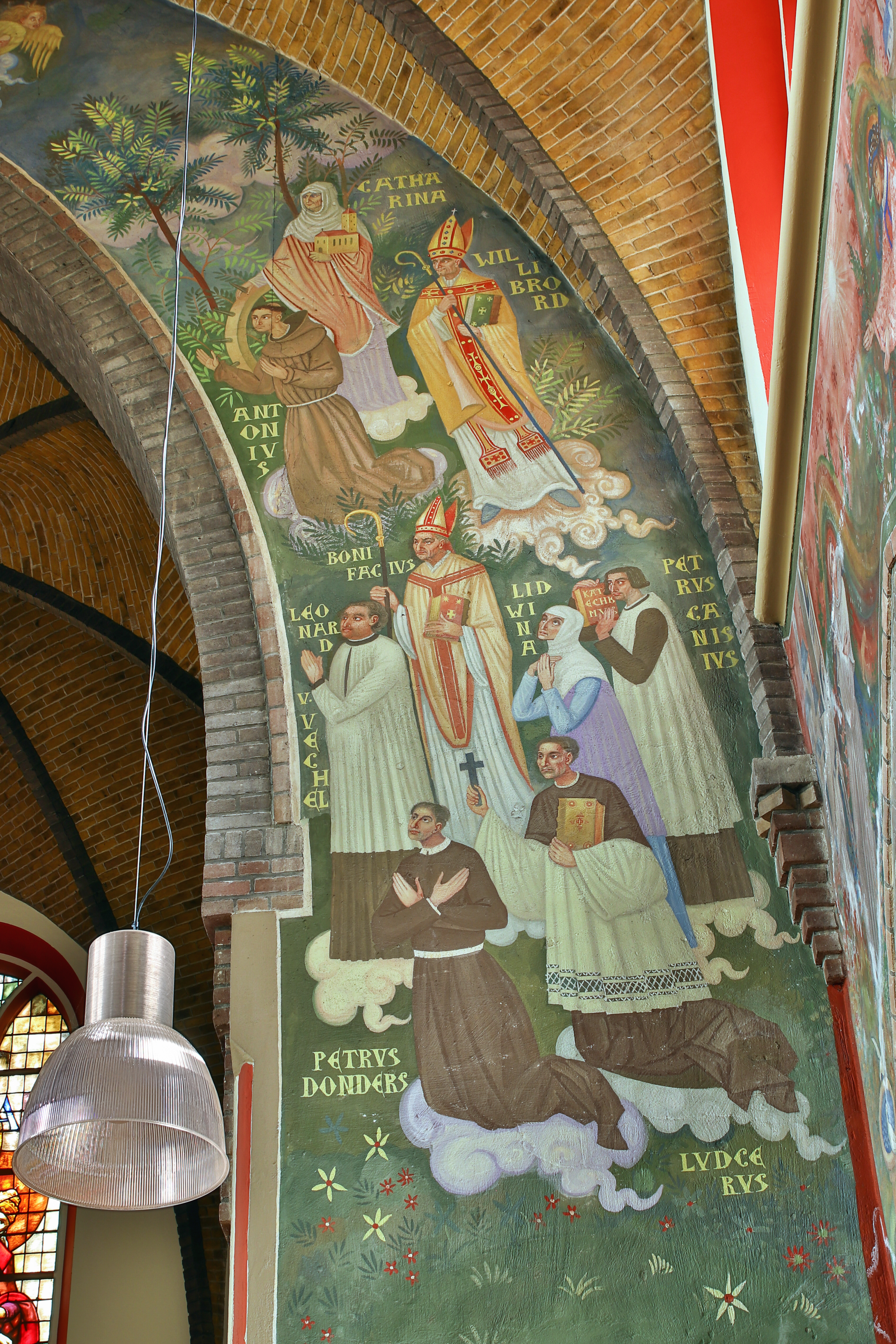
Triomfboog

De architectuur is onopvallend maar de kerk heeft een bijzondere culturele betekenis vanwege de muurschilderingen in het priesterkoor, de triomfboog en de zijkapellen. De schilderingen zijn in de periode 1949-1951 aangebracht door de Friese kunstschilder Jacob Ydema. In die periode woonde de kunstschilder in Didam, waar zijn vrouw schoolarts was. Aanvankelijk beschikte de schilder in Didam nog niet over een eigen atelier (1946-1947), en mocht hij gebruik maken van een (onverwarmde) gewelfde kamer boven de linker sacristie. De kennelijk zeer goede relatie die Ydema had met de pastoor in Nieuw-Dijk zal de basis hebben gevormd voor de opdracht om schilderingen in de kerk aan te brengen.
De triomfboog die de kerk scheidt van het priesterkoor met het oude hoogaltaar is versierd met afbeeldingen van (Nederlandse) heiligen. Bovenin is het Lam Gods te zien met de vier evangelisten. De compositie op deze relatief smalle boog is vergelijkbaar met die van triomfbogen andere kerken die Ydema van schilderingen voorzag, zoals de Sint-Clemenskerk in Nes, de Sint-Cyriacuskerk in Dalfsen (1942) en de Onze-Lieve-Vrouwe-ten-Hemelopnemingskerk (Paskerk) in Doetinchem (1947-1948).
Het meest in oog lopend zijn de grote muurvlakken in het transept. In de linker transeptarm is een afbeelding aangebracht van Maria die in de Hemel wordt gekroond. Christus, in de Katholieke religie God zelf, houdt een gouden kroon boven haar hoofd. Het tafereel wordt goedkeurend gadegeslagen door een zestal heiligen, waarvan de figuur van Johannes de Doper wel het meest tot de verbeelding spreekt, in zijn grove mantel van kamelenhaar. Daaronder, in de zwikken van de boog, is links Johannes Chrysostomos te zien, aartsbisschop van Constantinopel, en aan de andere zijde van de boog vinden we Bernardus van Clairvaux. Deze beide heiligen verdedigden prominent de leer dat Maria de “Godbarend” was; haar zoon Jezus als God, vleesgeworden als mens. Door de boog heen is de Mariakapel te zien, met een altaar tegen de achterwand waarboven een Mariabeeld is geplaatst. Ydema schilderde op deze wand vier engelen die Maria lelies aanbieden en muziek maken. De stijl van deze schilderingen is onmiskenbaar die van de periode, maar onder de werken van tijdgenoten springt de schildering er vooral boven uit door de sacrale expressie van de figuren. De fysieke correctheid is daarbij ondergeschikt geworden aan de bovennatuurlijke aard van de figuren. 
Dezelfde stijl als in de Mariakapel vinden we aan de andere zijde van de kerk, de kapel toegewijd aan de patroonheilige van de kerk, waar de achterwand ook is versierd met engelen met een welhaast etherische uitstraling. Deze schilderingen worden alleen geëvenaard door de schildering in de doopkapel van de Sint-Andreaskerk in Groessen (1952). In het rechter transeptarm, boven de boog die doorkijk biedt tot de Antonius van Paduakapel, is de apotheose van de patroonheilige te zien. Boven en in de zwikken van die boog is het hemelse Jeruzalem afgebeeld, met heiligen en links afbeeldingen van priesters. De afbeeldingen lijken portretten maar de figuren zijn ongeïdentificeerd gebleven. Dat geldt ook voor de afbeeldingen van leken rechts achter de heiligen, in moderne kleding en waarschijnlijk donateurs die de schilderingen hebben bekostigd. Ook deze figuren zijn ongeïdentificeerd gebleven.
Stilistisch kunnen de wandschilderingen in Nieuw-Dijk worden geplaatst tussen de schilderingen in de bovengenoemde Paskerk in Doetinchem en de Heilig Hartkerk in Breda (1949); er is een ontwikkeling te zien naar verdergaande abstractie die uitmondt in de stijl van de Maria Onbevlekt Ontvangenkerk in Jennings (1957). Deze ontwikkeling is ook te zien in het vrije werk van Ydema, de olieverfschilderijen. Per saldo presenteert de Antonius van Paduakerk in Nieuw-Dijk een van de meest belangrijke werken van de religieuze schilderkunst uit het Interbellum en de periode kort na de Tweede Wereldoorlog.

## Onttrekking aan de eredienst
Vanwege teruglopend kerkbezoek is het gebouw aan de eredienst onttrokken. Het gebouw is sinds 2019 eigendom van een particuliere stichting, die zich inspant om de kerk én de schilderingen te bewaren voor toekomstige generaties.

## Voetnoten
1. ↑  zie voor meer foto's van de kerk Kerkfotografie.nl.
2. ↑  (en) Ydema, Onno (2023). Jacob Ydema, Life and work. Leiden Art Publishers, p. 187-197. ISBN 978-90-9037674-5.